# SV Fellbach
Der SV Fellbach (Sportverein Fellbach 1890 e. V.) ist ein Sportverein in Fellbach (Region Stuttgart), der 1890 gegründet wurde. Mit dem 2010 fertiggestellten Sportzentrum Loop wurde das Sportangebot erweitert, mit Stand 2023 verfügte der Verein in 19 Abteilungen über insgesamt 5.000 Mitglieder.

## Volleyball
Ein Aushängeschild des SV Fellbach ist die Volleyballabteilung mit vier Frauen-, drei Männer- und zahlreichen Jugendmannschaften. Die erste Männermannschaft spielte von 2012 bis 2019 in der zweiten Bundesliga. In den 1990er Jahren spielten die Männer in der ersten Bundesliga und wurden 1998 Deutscher Vizemeister. In dieser Zeit spielten auch Nationalspieler wie Oliver Heitmann, Michael Dornheim, Dirk Oldenburg, Holger Werner, Jörg Ahmann, Frank Bachmann oder Simon Tischer beim SV Fellbach.
In der Saison 2022/23 spielen sowohl die erste Frauen- als auch die erste Männermannschaft in der Regionalliga Süd.

## Basketball
2007 gelang der Herrenmannschaft des SV Fellbach der Sprung von der Oberliga in die 2. Regionalliga. 2016 führte Trainer Marian Thede den SV in die 1. Regionalliga Südwest, Kapitän der Aufsteigermannschaft war Andreas Tsiminos (zuvor Spieler beim VfB Waiblingen und beim TV 1860 Lich), der dann begann, sich als Leiter der Basketballabteilung abseits des Spielfeldes für den Verein einzusetzen und als solcher für den Erfolg im Jahr 2023 mitverantwortlich zeichnete, als die Mannschaft unter der Leitung von Trainer Kristiyan Borisov die Meisterschaft in der höchsten Amateurspielklasse gewann und sich auf diese Weise den Aufstieg in die 2. Bundesliga ProB sicherte. Zur Meistermannschaft gehörten mehrere Spieler mit Erfahrung aus dem Berufsbasketball, darunter Andreas Kronhardt, Zaire Thompson, Helge Wezorke und der US-Amerikaner Andre William „Scooter“ Gillette.
In der Saison 2024/25 zogen die Fellbacher erstmals in die Meisterrunde der 2. Bundesliga ProB ein.

### Trainer der Herrenmannschaft

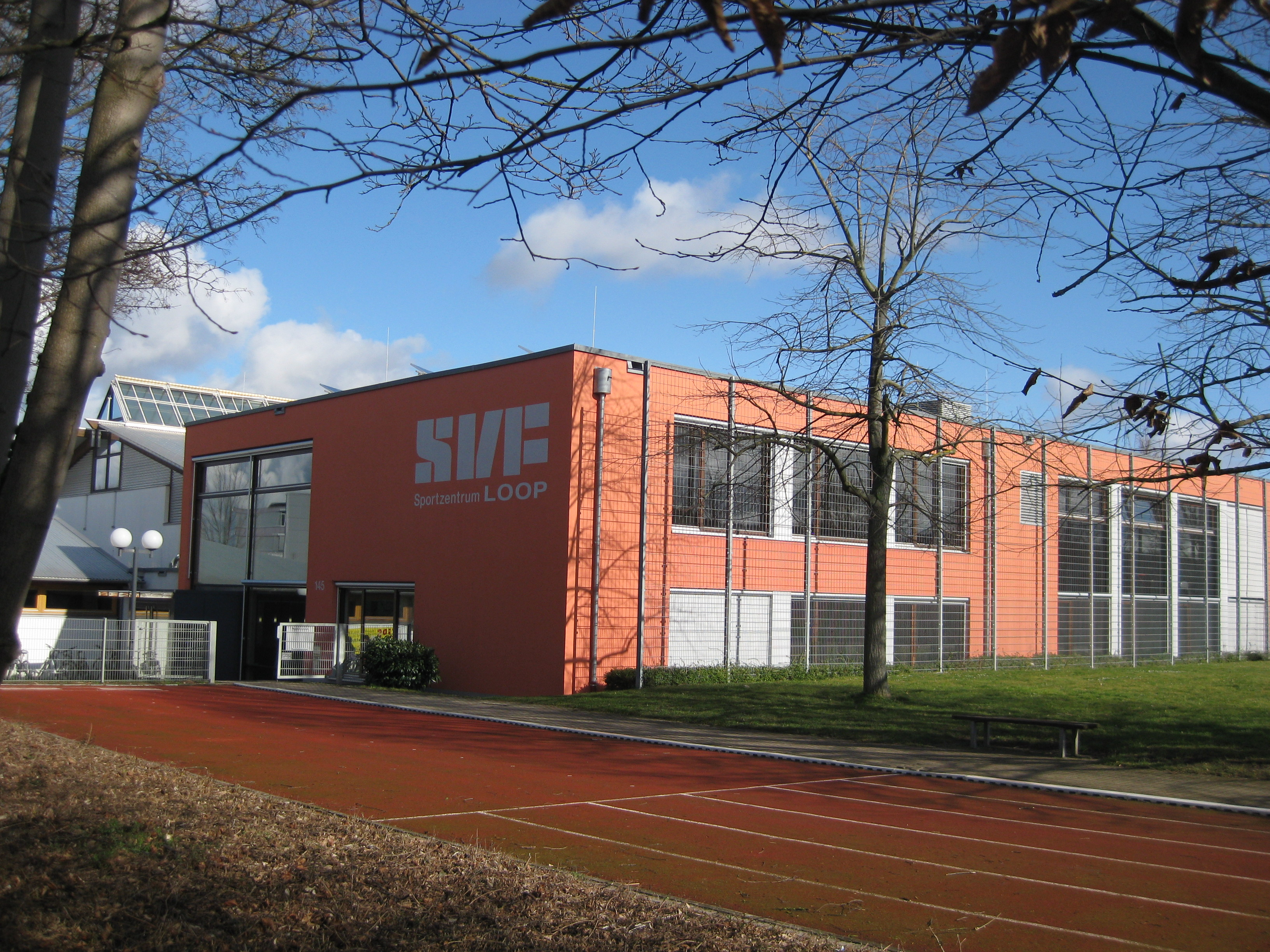
Sportzentrum Loop in Fellbach

| Amtszeit        | Name                 |
| --------------- | -------------------- |
| bis 2014        | Damir Mandir         |
| 2014–2015       | Toni Radić           |
| 2015–2016       | Marian Thede         |
| 2016–01/2017    | Bekim Kukiqi         |
| 2017            | Andreas Tsiminos     |
| 2017            | Damir Mandir         |
| 2017–2018       | Jens Leutenecker     |
| 2018–02/2019    | Christopher Ferguson |
| 02/2019–05/2019 | Slobodan Konjević    |
| 07/2019–2021    | Ignas Šijanas        |
| 2021–11/2022    | Iakovos Peidis       |
| seit 11/2022    | Kristiyan Borisov    |

Kader Saison 2024/25
|    | Vorname          | Nachname  | GEB        |    | M    | KG  | POS | NAT | Letzter Verein         |
| 15 | Mikey            | de Sousa  | 27.09.2003 | 20 | 1,98 | 95  | PG  | DE  | 1. FC Kaiserslautern   |
| 44 | Titus            | Schuster  | 03.01.2005 | 19 | 1,87 | 80  | PG  | DE  |                        |
| 32 | Zaire            | Thompson  | 24.10.1995 | 28 | 1,80 | 82  | PG  | DE  | Arvato College Wizards |
| 4  | Tauras           | Ulevicius | 21.11.1997 | 26 | 1,91 | 84  | PG  | LT  | Moletu Ezerunas        |
| 8  | Lars             | Berger    | 01.02.1996 | 28 | 1,94 | 83  | SG  | DE  | Team Ehingen Urspring  |
| 14 | Nikola Alexander | Jekov     | 14.01.2003 | 21 | 1,91 | 83  | SG  | BG  | BUBA Basketball        |
| 9  | Nik Philip       | Schlipf   | 09.08.2002 | 22 | 1,93 | 87  | SG  | DE  | Tigers Tübingen        |
| 0  | Mark Adrian      | Golder    | 10.10.1999 | 24 | 2,00 | 91  | SF  | DE  | TSV Neustadt           |
| 5  | Moritz           | Schneider | 09.06.2001 | 23 | 2,00 | 87  | SF  | DE  | SV Fellbach Flashers   |
| 10 | Brian            | Butler    | 07.11.1991 | 32 | 1,96 | 105 | PF  | DE  | EPG Baskets Koblenz    |
| 3  | David            | Grubic    | 17.11.1999 | 24 | 2,03 | 100 | PF  | RS  | TSG Reutlingen         |
| 77 | Jeremy Julian    | Kolev     | 07.07.2005 | 19 | 1,95 | 103 | PF  | DE  | IBAM München           |
| 13 | Jonathan         | Gerlinger | 15.11.2005 | 18 | 2,02 | 98  | C   | DE  |                        |
| 47 | Andreas          | Kronhardt | 27.08.1989 | 35 | 2,05 | 115 | C   | DE  | VfL Kirchheim Knights  |

## Handball
Die Handballabteilung des SV Fellbach hatte in der Spielzeit 2019/20 insgesamt 23 Mannschaften, darunter zwei Frauen- und drei Männermannschaften sowie 18 Jugendmannschaften – von der Kreisliga A bis zur Baden-Württemberg Oberliga. Mit über 400 Mitgliedern ist der SV Fellbach einer der größten selbstständigen Handballvereine in der Region Stuttgart.
Die Heimspiele des SV Fellbach werden in der Zeppelinhalle in Fellbach ausgetragen.

### Kader für die Saison 2019/20
BW-OL
| Nr. | Name                 | Position          | Geb.-Datum | Größe  | im Verein seit |
| --- | -------------------- | ----------------- | ---------- | ------ | -------------- |
| 12  | Hannes Steiner       | TW                | 17.04.2000 | 1,86 m | der Jugend     |
| 61  | Marc Krammer         | TW                | 10.11.1990 | 1,90 m | 2019           |
| 02  | Juri Sawada          | RA                | 17.04.1991 | 1,69 m | 2016           |
| 03  | Constantin Schäfer   | LA                | 11.10.1995 | 1,78 m | 2017           |
| 05  | Felix Wente          | RR                | 30.12.1999 | 1,95 m | der Jugend     |
| 07  | Moritz Schäfer       | RL, RM            | 25.02.1992 | 1,78 m | der Jugend     |
| 08  | Magnus Dierl         | LA                | 24.08.1999 | 1,83 m | der Jugend     |
| 14  | Patrick Brunner      | KM                | 10.04.1992 | 1,86 m | der Jugend     |
| 15  | Till Wente           | RL, RM, RR        | 21.01.2002 | 2,01 m | der Jugend     |
| 18  | Andreas Blodig       | RM                | 03.04.1987 | 1,80 m | 2017           |
| 20  | Maximilian Pfeil     | RR                | 05.03.1997 | 1,90 m | der Jugend     |
| 31  | Alexander Schuhbauer | LA                | 03.08.1994 | 1,85 m | 2012           |
| 41  | Cedric Freudenreich  | KM                | 05.08.2000 | 1,85 m | der Jugend     |
| 44  | Max Kapp             | RA                | 07.01.1999 | 1,84 m | 2019           |
| 92  | Daniel Toth          | RL                | 09.10.1992 | 1,85 m | 2016           |
|     | Andreas Blodig       | Trainer           | 03.04.1987 |        | 2017           |
|     | Thilo Burkert        | Co-Trainer        | 01.01.1972 |        | 2015           |
|     | Saskia Müller        | Physiotherapeutin | 17.08.1994 |        | 2017           |

## Fußball
Die Fußballmannschaft des Klub spielte lange Zeit nur im unterklassigen regionalen Fußballbereich des Württembergischen Fußballverbandes und nahm dabei mehrfach auch am WFV-Pokal teil. 1997 stieg sie als Staffelsiegerin der Landesliga Württemberg in die seinerzeit fünftklassige Verbandsliga Württemberg auf. Nachdem sie zeitweise um den Aufstieg in die Oberliga Baden-Württemberg gespielt und dabei zweimal den vierten Tabellenplatz belegt hatte, stieg sie 2002 wieder ab. Nach dem Wiederaufstieg 2005 folgte 2008 der erneute Abstieg. Zeitweise spielte der Klub gegen den weiteren Abstieg, hielt sich aber letztlich über ein Jahrzehnt in der nach der Einführung der 3. Liga 2008 zur siebthöchsten Spielklasse zurückgestuften Liga. 2019 folgte der erneute Aufstieg in die Verbandsliga, wo die Mannschaft auf einem Abstiegsplatz liegend vom Abbruch des Spielbetriebs aufgrund der COVID-19-Pandemie in Deutschland profitierte. In den folgenden Jahren etablierte sich der Klub in der sechsten Liga. In der Saison 2023/24 wurde man Verbandsligameister und stieg dadurch erstmals in die Oberliga Baden-Württemberg auf. In der Oberligasaison 2024/25 verpasste man als Viertletzter den Klassenerhalt und stieg umgehend wieder in die Verbandsliga ab.
Mit unter anderem Oliver Barth, Michael Fink und Markus Lösch entstammen spätere Profispieler der Jugend des Klubs.

## Weitere Sportarten
Außer Volleyball werden beim SV Fellbach noch die Sportarten American Football, Badminton, Basketball, Bowling, Budo, Gewichtheben, Handball, Koronarsport, Leichtathletik, Nordic Walking, Ringen, Rock ’n’ Roll, Schwimmen, Ski, Tischtennis, Turnen und Versehrtensport ausgeübt.